# Conus genuanus
Espèce
Statut de conservation UICN

 LC  : Préoccupation mineure
{{{1}}} est une espèce de mollusques gastéropodes marins de la famille des Conidae.
Comme toutes les espèces du genre Conus, ces escargots sont prédateurs et venimeux. Ils sont capables de « piquer » les humains et doivent donc être manipulés avec précaution, voire pas du tout.

## Description
La taille d'une coquille adulte varie entre 33 mm et 75 mm. La couleur de fond de la coquille est rose-brun ou brun violacé, avec des lignes étroites tournantes de taches quadrangulaires et de tirets alternés blancs et chocolat. Ces lignes sont généralement alternativement plus grandes et plus petites. La surface de la coquille est généralement lisse, mais parfois les lignes sont légèrement surélevées. La spire est lisse.

## Distribution
C. genuanus est présent dans l'océan Atlantique depuis les îles Canaries et le Cap-Vert jusqu'à l'Angola. L'espèce préfère la boue et le sable à des profondeurs de 1–20 m.

### Niveau de risque d’extinction de l’espèce
Selon l'analyse de l'UICN réalisée en 2011 pour la définition du niveau de risque d'extinction, cette espèce est largement répandue le long de la côte occidentale tropicale de l'Afrique, y compris les îles du Cap-Vert. Bien qu'elle soit largement récoltée pour sa coquille très attractive, il ne semble pas y avoir de pénurie de spécimens sur le marché. Elle est classée dans la catégorie " préoccupation mineure ".

## Taxonomie

### Publication originale
L'espèce Conus genuanus a été décrite pour la première fois en 1758 par le naturaliste suédois Linnaeus (1707-1778) dans la publication intitulée « la 10e édition du Systema Naturæ »,.

### Synonymes
- Conus (Kalloconus) genuanus Linnaeus, 1758 · non accepté
- Conus fasciatus Perry, 1811 · non accepté
- Conus genuanus  var. papilio Linnaeus, 1767 · non accepté
- Cucullus papilio Röding, 1798 · non accepté
- Cucullus sphinx Röding, 1798 · non accepté
- Genuanoconus genuanus (Linnaeus, 1758) · non accepté

### Sous-espèces
- Conus genuanus var. papilio Linnaeus, 1767, accepté en tant que Conus genuanus Linnaeus, 1758

## Identifiants taxonomiques
Chaque taxon catalogué par les bases de données biologiques et taxonomiques possède un identifiant qui permet d'établir un point de référence. Les identifiants de Conus genuanus dans les principales bases sont les suivants :
CoL : XXGH - GBIF : 5728339 - iNaturalist : 150343 - IRMNG : 10810280 - TAXREF : 131184 - UICN : 192608 - WoRMS : 215442 - ZOBODAT : 120327